# Sofie Fly
Sofie Fly Sørensen (født 29. april 2003) er en kvindelig dansk fodboldspiller, der spiller målvogter for FC Thy-Thisted Q ligahold og U18-hold i Gjensidige Kvindeligaen og Danmarks U/19-kvindefodboldlandshold.

## Karriere

### Klubhold
Hun har siden august 2020, optrådt for FC Thy-Thisted Q's førstehold, hvor hun har gjort sig vellidt bemærket. Tidligere har hun, i hendes ungdomskarriere, spillet for Bording IF og Team Viborg. Hun gik desuden på idrætsefterskolen Hald Ege Efterskole.
Hun var med til at vinde DBUs Landspokalturnering for kvinder i 2021, efter finalsejr over Brøndby IF, på hjemmebane i Thisted.

### Landshold
Hendes første indkaldelse til U/16-landsholdet var den 30. oktober 2018, i en venskabskamp mod Tyskland U/16 i Berlin, Tyskland, hvor hun var til at finde i startopstillingen fra start. Hun har officielt spillet 5 U/16-landskampe og 6 U/17-landskampe, senest i juni 2021. Hun er desuden blevet indkaldt til flere træningsamlinger med U/19-landsholdet.

## Meritter

### Klub
FC Thy-Thisted Q
- DBUs Landspokalturnering for kvinder
  - Vinder: 2021